# 제시 매시번
제시 윌리엄 매시번(Jesse William Mashburn, 1933년 2월 14일 ~ )은 전 미국의 육상 선수로 1956년 멜버른 올림픽 1600m 릴레이 금메달리스트이다.
오클라호마주 세미놀에서 태어난 매시번은 1953년 AAU 선수권에서 440 야드를 우승하고, 오클라호마 주립 대학교의 학생으로서 1955년과 1956년 NCAA 선수권에서 2회의 440 야드를 우승하였다.
1955년 팬아메리칸 게임에서 그는 400m 3위를 하고, 미국 1600m 릴레이 팀의 일원으로서 금메달을 획득하였다.
멜버른 올림픽에서 매시번은 금메달을 획득한 미국 1600m 릴레이 팀의 세번째 주자로 달렸다.